# St Madoes
St Madoes ist eine schottische Ortschaft in der Council Area Perth and Kinross. Sie liegt in der traditionellen Grafschaft Perthshire rund acht Kilometer östlich von Perth und 23 Kilometer südwestlich des Zentrums von Dundee am linken Ufer des Tay. Am gegenüberliegenden Tay-Ufer mündet der Earn in den Tay, der an dieser Stelle in den Firth of Tay übergeht. Die Ortschaft liegt am Westrand der Carse of Gowrie vor den südwestlichen Ausläufern der Sidlaw Hills.

## Geschichte
St Madoes ist umgeben von drei wüst gefallenen prähistorischen Siedlungen. In den Siedlungen sind vermutlich Souterrains zu finden. Sie könnte eisenzeitlich sein. Die Siedlung im Südwesten ist vermutlich späteren Datums Nahe dem Herrenhaus Inchyra House finden sich Hügelgräber, die in die späte Stein- oder frühe Bronzezeit datieren.
Am Ostrand St Madoes’ befindet sich Pitfour Castle, das auf ein Tower House zurückgeht. Rund 2,5 Kilometer nordwestlich befindet sich das Herrenhaus Balthayock House, der Nachfolgebau des mittelalterlichen Balthayock Castle. Glendoick House geht ebenfalls auf ein Tower House zurück. St Madoes war Wohnort von Alfred Smith, der 2019 im Alter von 111 Jahren verstarb und vor dem Todeszeitpunkt als ältester lebender Brite geführt war.
St Madoes wuchs erst im Laufe des 20. Jahrhunderts. So stieg die Einwohnerzahl von 56 im Jahre 1961 auf 1181 im Jahre 2011. Die Einwohnerzahl inkludiert den angrenzenden Weiler Glencarse.

## Verkehr
Durch die tangierende A90 (Edinburgh–Fraserburgh) ist St Madoes direkt an das Fernstraßennetz angeschlossen an.
1847 erhielt Glencarse einen Bahnhof entlang der neuen Dundee and Perth Railway. 1956 wurde der Bahnhof aufgelassen. Die weiterhin betriebene Strecke trennt St Madoes von Glencarse.